# Ferajna
Ferajna – album zespołu Farben Lehre wydany 9 października 2009 roku nakładem wytwórni Lou Rocked Boys.
Album sprzedał się w nakładzie 5–6 tysięcy egzemplarzy.

## Lista utworów
1. „Jutro” – 3:07
2. „Fatamorgana” – 2:58
3. „Urwis” – 3:11
4. „Prosto do nieba” – 3:25
5. „Na skróty” – 2:51
6. „Ferajna” – 3:17
7. „Obcy” – 3:18
8. „Piłkarze” – 2:47
9. „Sztylet” – 3:04
10. „RPA” – 3:56
11. „Dintojra” – 2:41
12. „Zagadka” – 3:19
13. „Arabica” – 5:57
14. „Autobusy i tramwaje” (bonus) – 2:24
15. „Niech się stanie” (bonus) – 3:20
16. „Fort BS” (bonus) – 2:55

## Muzycy
- Wojciech Wojda – śpiew, teksty
- Konrad Wojda – gitara, śpiew
- Filip Grodzicki – bas, śpiew
- Adam Mikołajewski – perkusja

gościnnie
- Magda Rutkowska – śpiew
- Muniek Staszczyk – śpiew, chórki
- Sławek Świdurski – śpiew, chórki
- Robert Cichocki – śpiew, chórki
- Marek Makles – klawisze
- Radek Drobczyk – saksofon, chórki
- Kacper Skoneczny – trąbka, chórki
- Marcin Nyrek – puzon, chórki
- Robert Srzednicki – klawisze
- Przemek Mugeński – chórki
- Tomasz Zimoch – głos